# كولتون هاينز
كولتون لي هاينز (بالإنجليزية: Colton Haynes)‏ (ولد في 13 يوليو 1988) ممثل وعارض أزياء ومغني أمريكي، عرف عن دور «جوبي أوليري» في فيلم سان أندرياس عام 2015.

## نشأتها
ولد كولتون لي هاينز إما في ويتشيتا، كانساس، وهي بلدة يبلغ عدد سكانها 900 نسمة. لدى هاينز خمسة أشقاء، نشأ الأطفال في مزرعة في أنديل وعاشوا أيضًا في أركنساس ونيومكسيكو وتكساس وفلوريدا. التحق هاينز بمدرسة نافاري الثانوية في فلوريدا ومدرسة أنديل الثانوية في كانساس، وتخرج من مدرسة صمويل كليمنس الثانوية في شيرتز، تكساس. خلال تلك فترة كان والده مطلقين؛ تزوج والده سبع مرات.
أعلن هاينز عن مثليته الجنسية في سن الرابعة عشرة ما عرضه للتنمر في المدرسة بسبب ميوله الجنسية. كما ذكر أنه هرب من المنزل لبعض الوقت بسبب ردود أفعال والدته السلبية. توفي والد هاينز في النهاية منتحرًا أثناء سنوات مراهقته؛ ويقال إن هاينز أُبلغ أن كونه مثليًا هو ما دفع والده إلى الانتحار.

## روابط خارجية
- كولتون هاينز على موقع IMDb (الإنجليزية)
- كولتون هاينز على موقع روتن توميتوز (الإنجليزية)
- كولتون هاينز على موقع ألو سيني (الفرنسية)
- كولتون هاينز على موقع تيرنر كلاسيك موفيز (الإنجليزية)
- كولتون هاينز على موقع أول موفي (الإنجليزية)
- كولتون هاينز على موقع قاعدة بيانات الفيلم (الإنجليزية)
- كولتون هاينز على موقع كينوبويسك (الروسية)